# PenInsular II - The Bridge
Pour les articles homonymes, voir Peninsular et Bridge.
Albums de Robin Foster
Empyrean
(2017)
PenInsular II - The Bridge , sorti le 16 novembre 2018, est le 9e album du musicien Robin Foster. Le style et l'ambiance de cet album presqu'intégralement instrumental sont proches de Life Is Elsewhere et de PenInsular.

## Historique
Durant l'année 2018, Robin Foster dévoile son projet PenInsular II: The Bridge, pensé comme la suite logique de l'album PenInsular publié en 2013.
L'album sort le 16 novembre 2018 en CD, LP et téléchargement numérique.

## La Presqu'île de Crozon
Comme pour PenInsular, le nom de l'album fait référence à la péninsule de Crozon. On y trouve dans chaque titre des références directes à des communes de la presqu'île, excepté pour la piste 1. 
Il est à noter que les communes sont nommées d'après leurs noms en breton et non en français.

## Liste des titres
Pre-release (?)
| No  | Titre                            | Durée |
| --- | -------------------------------- | ----- |
| 1.  | Intro (Where we went from there) | 1:42  |
| 2.  | Terenez (Argol)                  | 3:31  |
| 3.  | Le Passage (Rosloc'hen)          | 3:11  |
| 4.  | Ma Unan (Ar faou)                | 4:23  |
| 5.  | Trez Bihan (Terrug)              | 3:04  |
| 6.  | Kraozon                          | 4:23  |
| 7.  | Aulne (Pont-ar-Veuzenn-Kimerc'h) | 4:00  |
| 8.  | The Island (Roskañvel)           | 3:51  |
| 9.  | La forêt (Landevenneg)           | 2:16  |
| 10. | Lañveog                          | 4:00  |
| 11. | La Pointe (Kameled)              | 10:21 |